# NGC 1493
NGC 1493 är en stavgalax i stjärnbilden Eridanus. Den upptäcktes den 2 september 1826 av James Dunlop. 